# La Sagra

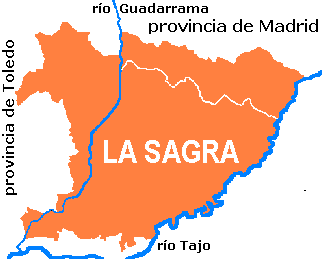
Kaart van La Sagra

La Sagra is een Castiliaanse comarca, afgebakend door natuurlijke formaties, maar niet wettelijk erkend. De comarca omvat plaatsen die behoren tot zowel de autonome regio Madrid als de provincie Toledo. La Sagra heeft een oppervlakte van 1322 km2 en wordt begrensd door de rivier de Guadarrama en de Taag.

## Etymologie
De naam La Sagra komt van het Arabische sahra, wat woestijn betekend.

## Grenzen en geografie
De exacte geografische grenzen van La Sagra zijn niet duidelijk gedefinieerd. Het is echter wel verstaan dat de comarca delen van het gemeentelijke district van Toledo omvat, vooral de buurt van Azucaica. Volgens informatie van de Diputaciones Provinciales van Madrid en Toledo zijn deze gemeentelijke districten de enige die als onderdeel van de comarca worden beschouwd.
De hoge, vlakke grond van La Sagra maakt deel uit van de Submeseta Sur en is gemiddeld ongeveer 600 meter hoog. De regio heeft de afgelopen decennia een grote bevolkingsgroei doorgemaakt vanwege de nabijheid van de hoofdstad.
Het grootste deel van het vruchtbare land van La Sagra is gewijd aan de teelt van granen. Vanwege het hoge kleigehalte in de ondergrond is een groot deel van alle industriële activiteit gewijd aan keramiek, met name bakstenen en tegels. Het gebied ondersteunt ook een aantal andere gespecialiseerde industrieën en is de thuisbasis van een groot aantal industriële parken.